# A Game of Thrones (gioco di ruolo)
A Game of Thrones è un gioco di ruolo prodotto dalla Guardians of Order, basato sulla serie fantasy Cronache del ghiaccio e del fuoco di  George R. R. Martin. Il gioco è stato progettato per essere usato con due sistemi di gioco differenti: il d20 System e il Tri-Stat dX.

## Storia editoriale
Sono state pubblicate due edizioni: una serie limitata di 2500 copie. L'edizione limitata è in finta pelle con pagine bordate color argento e include le regole sia per il d20 System sia per il Tri-Stat dX. L'edizione standard contiene solo le regole per il d20 System. I manuali sono stati creati dalla Guardians of Order e pubblicati dalla Sword & Sorcery, una sussidiaria della White Wolf Games.
Il 28 luglio 2006 Martin annunciò che aveva ricevuto dalla direzione della Guardians of Order la comunicazione che la compagnia stava chiudendo e non sarebbe stato pubblicato altro materiale per l'ambientazione. Martin espresse la speranza che il gioco potesse essere recuperato da un'altra compagnia, sebbene disse che stava incontrando alcune difficoltà nel recuperare la sua proprietà intellettuale.
Il 7 marzo 2007 Martin comunicò di aver riguadagnato il controllo della proprietà intellettuale e tutto era a posto con la Guardians of Order. Compreso nell'accordo Martin ricevette tutte le copie invendute dell'edizione limitata. Nessun'altra informazione riguardante l'accordo venne rivelata.
Il 24 aprile 2007 Martin annunciò che la Green Ronin stava producendo un nuovo gioco di ruolo basato su Cronache del ghiaccio e del fuoco, indipendente dal prodotto della Guardians of Order. Il manuale della Green Ronin game, intitolato A Song of Ice and Fire Roleplaying (SIFRP), venne pubblicato il 10 marzo 2009, usa un sistema proprio e non contiene materiale per il d20 System o il Tri-Stat dX system.
Il numero 307 della rivista Dragon ha pubblicato del materiale per il d20 System, correlato a A Song of Ice and Fire, incluse statistiche per Tyrion Lannister, Sandor Clegane e altri personaggi, idee per avventure e la classe di prestigio dei brother of the Night's Watch (i membri dei Guardiani della notte).

## Riconoscimenti
A Game of Thrones è stato nominato nel 2006 per gli ENnie Awards in diverse categorie, vincendo negli ambiti: "miglior produzione" (argento), "miglior gioco" (argento) e "miglior prodotto d20/OGL" (argento).